# 朗萨克
朗萨克（法語：Lansac，法語發音：[lɑ̃sak] ⓘ）是法国吉伦特省的一个市镇，属于布莱区。

## 地理
朗萨克（45°3'41"N, 0°32'32"W）面积6 平方千米，位于法国新阿基坦大区吉倫特省，该省份为法国西南部沿海省份，是法國本土面积最大的省，北起滨海夏朗德省，西临大西洋，南至朗德省，东南接洛特-加龍省，东临多爾多涅省。
与朗萨克接壤的市镇（或旧市镇、城区）包括：蒙布里耶、布尔、皮尼亚克、萨莫纳克、托里亚克。
朗萨克的时区为UTC+01:00、UTC+02:00（夏令时）。

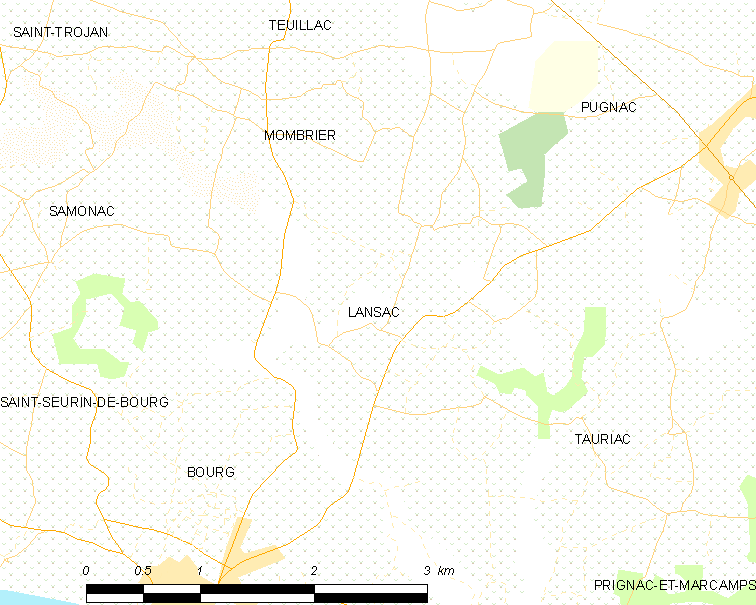
朗萨克的OSM定位图

## 行政
朗萨克的邮政编码为33710，INSEE市镇编码为33228。

## 政治
朗萨克所属的省级选区为河口县。

## 人口

1962-2008年间朗萨克人口变化图示

朗萨克于2022年1月1日时的人口数量为671人。